# Nyeregtető
A nyeregtető két azonos vagy különböző hajlású, összemetsződő tetősíkkal és két oromfallal vagy tűzfallal határolt, többé-kevésbé derékszögű négyszög alaprajzú tető. Leggyakoribb fajtája a teleoromzatos nyeregtető, amely úgy készül, hogy a tetősíkok között, az ereszvonalnál magasabban található bütünél keletkező háromszöget befalazzák, vagy deszkával borítják, így a két végén függőleges háromszögű (orom)falakkal záródik. Ez különbözteti meg az oromzatos vagy csonka kontytetőtől, amit négy ferde sík zár le.

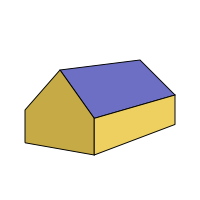
Nyeregtető

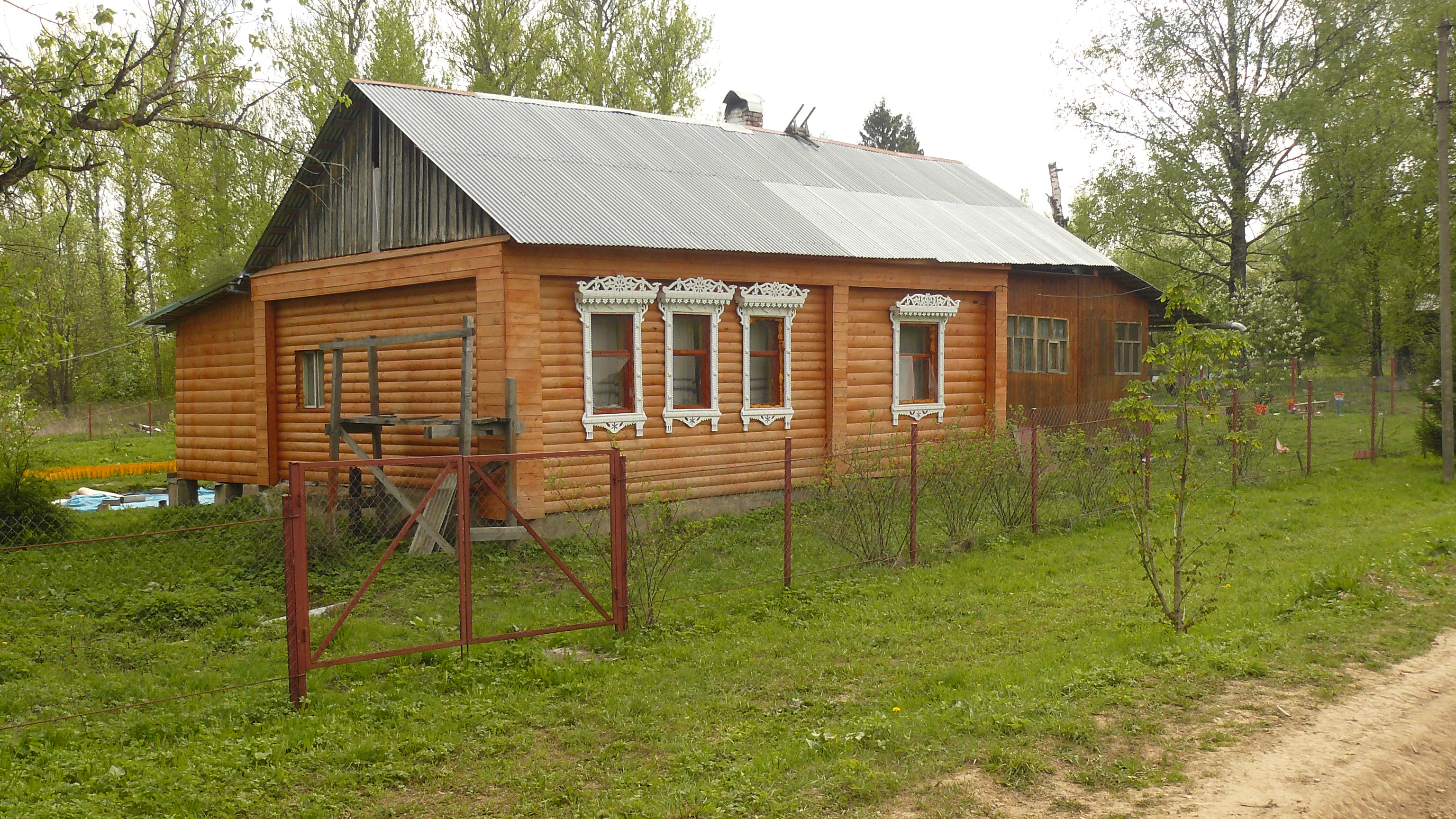
Nyeregtetős ház, deszkázott oromfallal Jakimovkában

A félnyeregtetőnek csak egy tetősíkja van, tehát az egyik oldaltól a másik felé folyamatosan emelkedik. A tetősíkkal ellentétes oldalon általában tűzfallal, a másik két oldalon oromfallal vagy tűzfallal határolt, ugyancsak derékszögű négyszög (vagy attól kissé eltérő) alaprajzú tető.

## Magyarországon
A tetősíkok anyaga, díszítése, kiképzése vidékenként változó volt. Az oromfalas nyeregtetőnek régi hagyományai vannak a Nagy- és Kisalföldön, a Dunántúl középső és keleti részén, míg az ország más részein csak a múlt században terjedt el. A peremterületeken az alföldi háztípus elterjedésének következtében, míg a Dunántúlon inkább a városi kőművesek hatására vált jelentőssé.

## Előnyei
A nyeregtető a magas tetők közé tartozik. Ezek lényegesen jobban ellenállnak az időjárás viszontagságainak, mint a lapos vagy kis dőlésszögű tetők. Jobb a teherelosztása, tehát több havat bír el, elvezeti a csapadékot és az erősebb szélnek is ellenáll. Egyszerűbben javítható és a padlástere is nagyobb, mint a másik két megoldásé.
Egy nyeregtetős padlás tetőterében annyi hely marad, hogy tárolók vagy  akár lakószobák kialakítására is alkalmas. További nagy előnye, hogy a két oromfalon nyílászárókat lehet elhelyezni, hogy megfelelő bevilágítást és szellőzést is biztosítsanak a tetőtérben. Egyetlen relatív hátránya, hogy a sátortető olcsóbb.

## Szigetelése
A ferde tetősíkoknál a szarufák feletti, közötti és alatti részt is szigetelni kell, egyúttal célszerű a padlásfödémet is. A szarufák felett elsősorban az építkezéskor, vagy komolyabb, a cserepek cseréjével is járó tetőtéri felújításkor érdemes szigetelni. Az utólagos hőszigetelést célszerű a szarufák közötti és alatti részre korlátozni. A ferde síkoknál külön fontos az attika falak szigetelése — ezek akkor keletkeznek, ha a ferde falsíkot nem visszük le teljesen a vízszintes síkig, hanem lecsapjuk.